# خط طول 112° شرق
خط طول 112° شرق هو خط طول جغرافي يقع 3 درجة شرق خط الطول الأول للأرض. 
ويمتد خط الطول هذا من قطب شمالي ليعبر المحيط المتجمد الشمالي وآسيا والمحيط الهندي والمحيط المتجمد الجنوبي والقارة القطبية الجنوبية إلى قطب جنوبي.
ويشكل خط الطول 112° شرق دائرة عظمى مع خط طول 68° شرق

## من القطب إلى القطب
يبدءا من القطب الشمالي ويتجه جنوبا إلى القطب الجنوبي، وخط طول 112° شرق يمر من خلال:
| الإحداثيات                           | بلد أو إقليم أو بحر     | ملاحظات |
| ------------------------------------ | ----------------------- | --- |
| 90°0′N 112°0′E / 90.000°N 112.000°E  | المحيط المتجمد الشمالي  | |
| 79°17′N 112°0′E / 79.283°N 112.000°E | بحر لابتيف              | |
| 76°34′N 112°0′E / 76.567°N 112.000°E | روسيا                   | كراسنويارسك كراي — تايميار |
| 74°46′N 112°0′E / 74.767°N 112.000°E | بحر لابتيف              | |
| 74°31′N 112°0′E / 74.517°N 112.000°E | روسيا                   | ياقوتيا — جزيرة بولشوى بيقيتيف |
| 74°12′N 112°0′E / 74.200°N 112.000°E | بحر لابتيف              | |
| 73°43′N 112°0′E / 73.717°N 112.000°E | روسيا                   | ياقوتيا كراسنويارسك كراي — من 71°24′N 112°0′E / 71.400°N 112.000°E Sakha Republic — من 71°2′N 112°0′E / 71.033°N 112.000°E إركوتسك أوبلاست — من 59°22′N 112°0′E / 59.367°N 112.000°E بورياتيا — من 56°57′N 112°0′E / 56.950°N 112.000°E كراي عبر البايكال — من 52°13′N 112°0′E / 52.217°N 112.000°E |
| 49°25′N 112°0′E / 49.417°N 112.000°E | منغوليا                 | |
| 45°5′N 112°0′E / 45.083°N 112.000°E  | جمهورية الصين الشعبية   | منغوليا الداخلية |
| 43°49′N 112°0′E / 43.817°N 112.000°E | منغوليا                 | لحوالي 6 كم |
| 43°46′N 112°0′E / 43.767°N 112.000°E | جمهورية الصين الشعبية   | منغوليا الداخلية شانشي – من 39°50′N 112°0′E / 39.833°N 112.000°E خنان – من 35°4′N 112°0′E / 35.067°N 112.000°E هوبيي – من 32°25′N 112°0′E / 32.417°N 112.000°E هونان – من 29°45′N 112°0′E / 29.750°N 112.000°E قوانغشي – لحوالي 3 كم من 24°45′N 112°0′E / 24.750°N 112.000°E غوانغدونغ – من 24°44′N 112°0′E / 24.733°N 112.000°E قوانغشى - لحوالي 6 كم من 24°33′N 112°0′E / 24.550°N 112.000°E قوانغدونغ - لحوالي 5 كم من 24°29′N 112°0′E / 24.483°N 112.000°E قوانغشى – من 24°27′N 112°0′E / 24.450°N 112.000°E قوانغدونغ – من 24°17′N 112°0′E / 24.283°N 112.000°E |
| 21°45′N 112°0′E / 21.750°N 112.000°E | بحر الصين الجنوبي       | |
| 21°39′N 112°0′E / 21.650°N 112.000°E | جمهورية الصين الشعبية   | قوانغدونغ – Hailing Island |
| 21°37′N 112°0′E / 21.617°N 112.000°E | بحر الصين الجنوبي       | مرورا بالمتنازع عليها جزر باراسيل مرورا بالمتنازع عليها جزر سبراتلي |
| 2°54′N 112°0′E / 2.900°N 112.000°E   | ماليزيا                 | سراوق – في جزيرة بورنيو |
| 1°7′N 112°0′E / 1.117°N 112.000°E    | إندونيسيا               | جزيرة بورنيو |
| 3°29′S 112°0′E / 3.483°S 112.000°E   | بحر جاوة                | |
| 6°48′S 112°0′E / 6.800°S 112.000°E   | إندونيسيا               | جزيرةجاوة (جزيرة) |
| 8°18′S 112°0′E / 8.300°S 112.000°E   | المحيط الهندي           | |
| 60°0′S 112°0′E / 60.000°S 112.000°E  | المحيط المتجمد الجنوبي  | |
| 65°54′S 112°0′E / 65.900°S 112.000°E | القارة القطبية الجنوبية | المقاطعة الأسترالية بالقارة القطبية الجنوبية, المطالب الإقليمية بالقارة القطبية الجنوبية من أستراليا |